# Zwevende bepaling
Een zwevende bepaling is een bepaling die ogenschijnlijk betrekking heeft op een zinsdeel dat er direct op volgt of aan voorafgaat, maar in werkelijkheid naar een heel ander zinsdeel verwijst, bijvoorbeeld het onderwerp, maar vaak ook een zinsdeel dat in de betreffende zin helemaal niet voorkomt. Niettemin voelt de toehoorder meestal toch wel aan waar de bepaling eigenlijk naar verwijst.
De definitie "zwevende bepaling" omvat niet alleen alle foutief beknopte bijzinnen, maar ook bepaalde andere zinsdelen, in het bijzonder bijwoordelijke bepalingen en bijstellingen.

## Soorten

#### Nederlands
Wanneer een zwevende bepaling een beknopte bijzin is, is het impliciete onderwerp niet - zoals eigenlijk zou moeten - gelijk aan dat van de hoofdzin. Desondanks kan dan de zin als geheel toch begrijpelijk zijn. Zinnen van kaliber komen met name in de gesproken taal vrij veel voor. Een voorbeeld in het Nederlands is de zin
- Net teruggekomen van vakantie bleek het hele huis te zijn afgebrand.

De betekenis van deze zin in de context zal voor de meesten onmiddellijk duidelijk zijn. Niettemin betreft het hier in puur grammaticaal-semantisch opzicht een volledig zinloze constructie. Grammaticaal zou de zin geïnterpreteerd kunnen worden als
- Het huis, dat net teruggekomen was van vakantie, bleek te zijn afgebrand.

In plaats van het huis, zou alles en iedereen (de buren, de hond, het gezin, wij) het onderwerp kunnen zijn van de bijzin. Zodoende is dit onderwerp zwevend, het zit niet vast aan de hoofdzin.

#### Engels
In het Engels zijn zwevende bepalingen ofwel dangling modifiers in tegenstelling tot wat soms wel gedacht wordt wijdverbreider dan in het Nederlands. Dit komt vooral doordat het Engels zich in vergelijking met het Nederlands veel vaker bedient van constructies met onvoltooide en verleden deelwoorden.
Het Engels kent allereerst de zogeheten participial clauses. Deze zijn gelijkwaardig aan de Nederlandse foutief beknopte bijzinnen:
- Walking down the street, the trees were beautiful.

In deze zin is het eerste zinsdeel ogenschijnlijk een bijvoeglijke bepaling bij trees, maar in werkelijkheid verwijst deze bepaling naar iets (een of meerdere personen) dat in het geheel niet in de zin genoemd wordt.
In de volgende zin is het zinsdeel dat begint met peeking ogenschijnlijk een bijvoeglijke bepaling bij het lijdend voorwerp trailer. In werkelijkheid is deze bepaling een bijwoordelijke bepaling die iets zegt over het onderwerp I:
- I saw the trailer peeking through the window.

Ten slotte kunnen ook Engelse bijstellingen dienstdoen als zwevende bepaling. De volgende zin is redelijk gangbaar in bepaalde Engelse sociolecten:
- As president of the kennel club, my poodle must be well groomed.